# Caryota obtusa
Caryota obtusa Griff.  es una especie perteneciente a la familia de las palmeras (Arecaceae). 

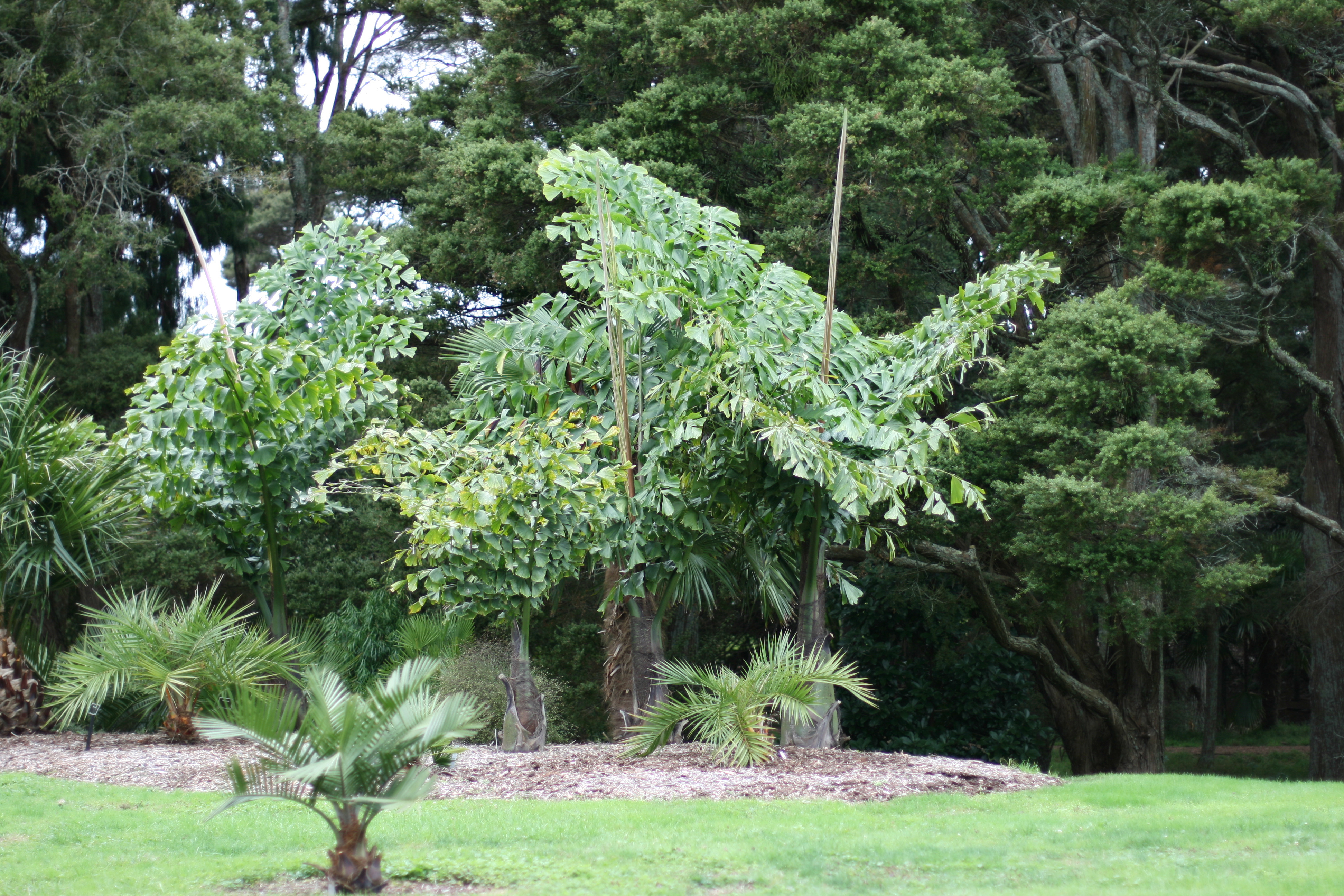
Planta joven

## Distribución
Es originaria de India, Laos y Tailandia.

## Descripción
Es una palmera muy llamativa, puede llegar a 40 m de altura, y tener 90 cm de diámetro en el estípite, las vainas foliares son largar llegando a medir hasta 4 m, los peciolos no suelen superar el metro de longitud.

## Historia
Se describió al final de la década de 1840 por William Griffith en el noreste de la India.  Sabemos que hay una enorme Caryota, lo que, a partir de fotografías, parece indistinguible de la enorme S Caryota de Yunnan, Laos y el noreste de Tailandia - se encuentran lo suficientemente cerca el uno al otro para sugerir una distribución contigua, probablemente también en Birmania. La población en China se llama C. urens  en la Flora de China, pero es muy evidente que no esa especie. En Tailandia, la palma se llama C. gigas  Don Hodel. Es mi convicción de que las poblaciones del NE India, China, Laos y Tailandia son solo una y la misma y, por tanto, probablemente se llamará C. obtusa.
Sin embargo, para complicar las cosas hay una segunda gran Caryota en el noreste de la India, y se dice que este no es una verdadera C. obtusa. Tenemos que efectuar una muy cuidadosa revisión del género sobre la base de una amplia labor sobre el terreno. 

## Taxonomía
Caryota obtusa fue descrito por William Griffith (botánico) y publicado en Calcutta Journal of Natural History and Miscellany of the Arts and Sciences in India 5: 480. 1845.
Etimología
Caryota: nombre genérico que deriva de la palabra griega: karyon que significa nuez.
obtusa: epíteto latino que significa "roma"
Sinonimia
- Caryota gigas Hahn ex Hodel
- Caryota obtusidentata Griff.
- Caryota rumphiana var. indica Becc.[7]